# Pfarrkirche Faistenau

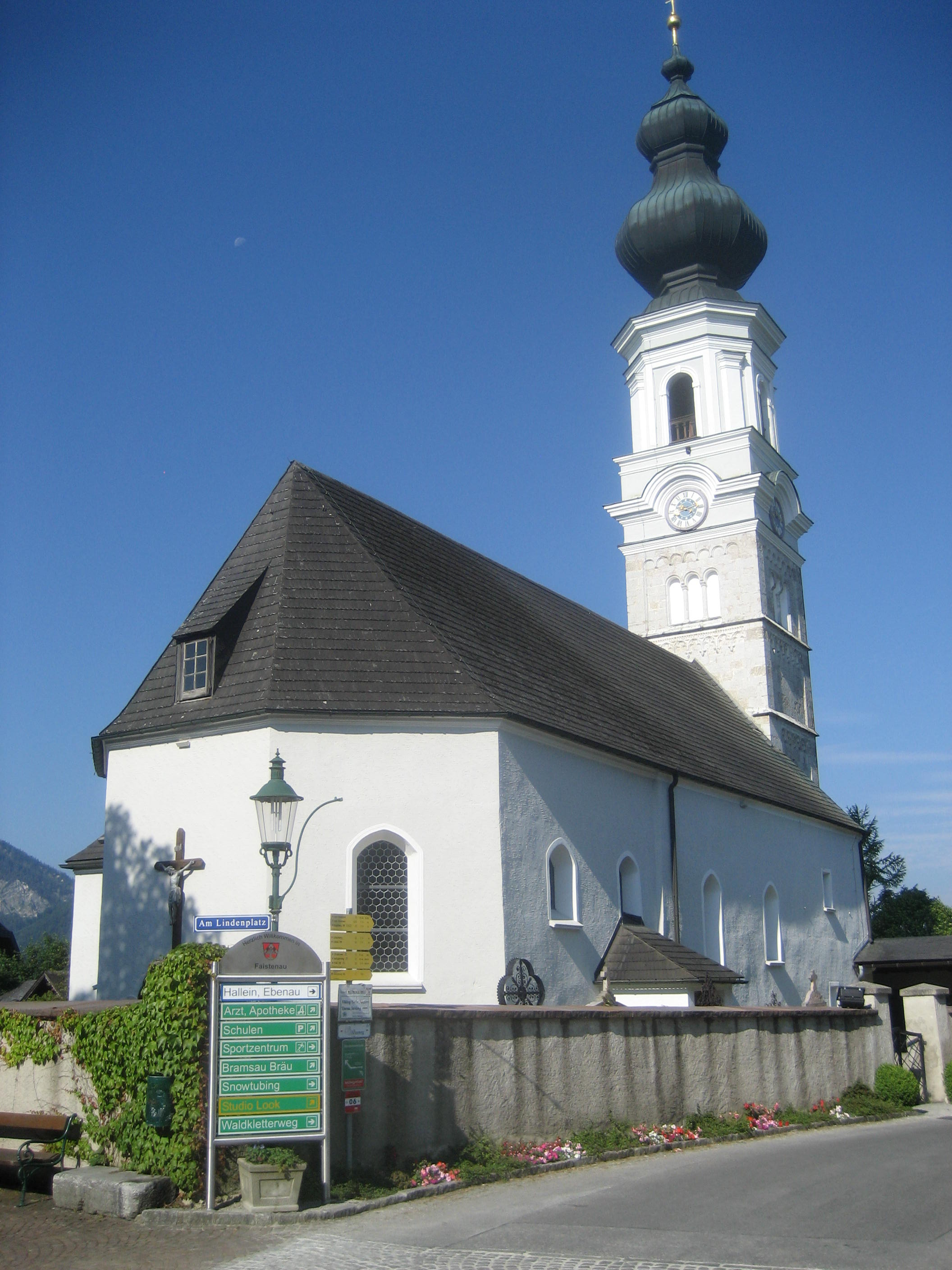
Pfarrkirche Faistenau

Die Kirche in der Faistenau ist seit 1873 die römisch-katholische Pfarrkirche der Gemeinde Faistenau im Land Salzburg. Die Kirche gehört zum Dekanat Thalgau. Sie ist dem Apostel Jakobus d. Ä. geweiht, das Patrozinium wird am Jakobitag, dem 25. Juli, gefeiert. 2004 lebten in der 1873 errichteten Pfarre von Faistenau, bei 2854 Einwohnern, 2707 Katholiken.

## Gründung

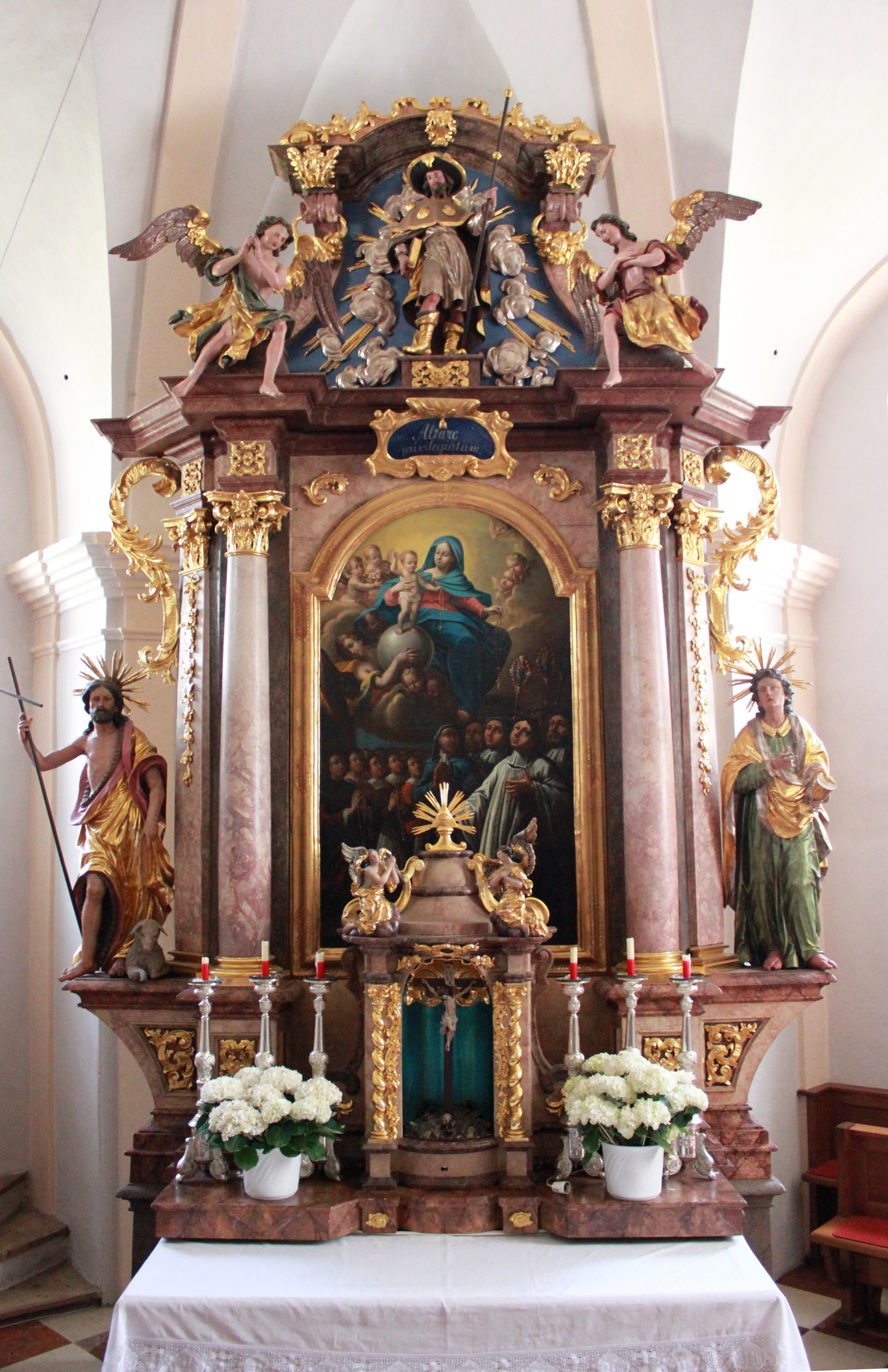
Hochaltar von 1716

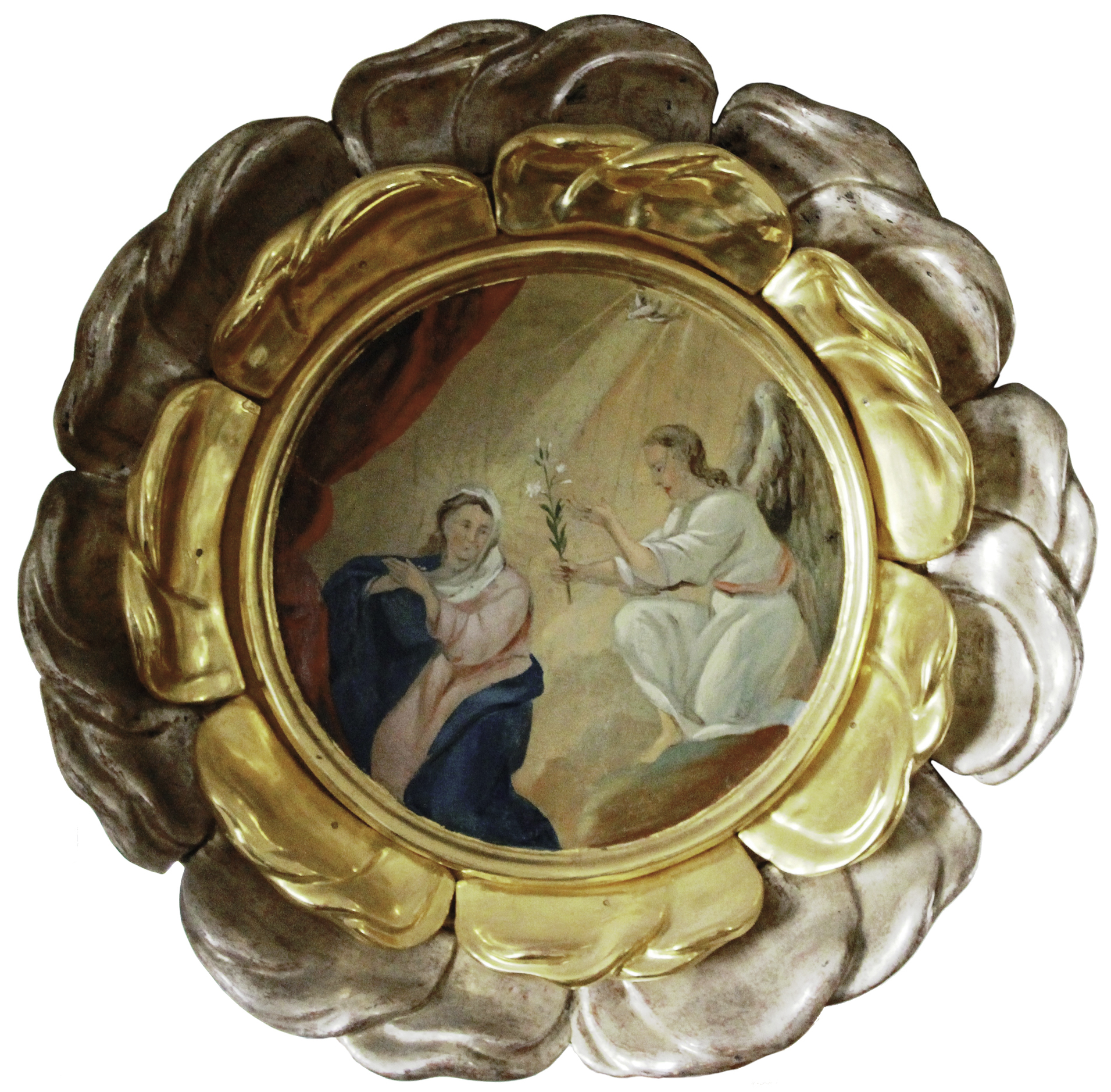
Freudenreicher Rosenkranz, 1721

Im 14. Jahrhundert erlaubte der Salzburger Erzbischof den „Edlen von Thurn“, deren Ansitz das Schloss in St. Jakob war, in der Pfarre Thalgau eine Filialkirche zu errichten. Am 1. Mai 1324 bestätigte dazu der Vicedom Heinrich von Lampoding († 1347), dass ihm die Edlen Jakob v. Thurn, sowie Jakob, Hertneid, Hermann und Ulrich, Brüder v.d. Thurn 30 Pfund Salzburger Pfennige (1 Pfund Pfenning = 1 Gulden) so lange überlassen hätten, bis der Thalgauer Pfarrer einen Baugrund freigäbe, den man dann zwischen Philippi (3. Mai) und Jakobi (25. Juli) 1324 kaufen wolle, um darauf den von ihnen bereits gestifteten Bau einer Kirche in der Geswant (= im Rodungsgebiet) auszuführen.
Erzbischof Friedrich III. unterzeichnete dann am Martinstag 1324 selber eine Urkunde, in der er bestätigt, dass die Edlen von Thurn in seinem Sinne die Kirche und das dazugehörende Grundstück vogteifrei gestiftet hätten, dazu auch noch einen Hof zu Reitershausen. Die Kirche sollte zur Ehre „Unserer Lieben Frau“ und „Sankt Jakob“ geweiht werden. Er verlangte, dass die Leute innerhalb des waldes, welche wegen der weiten Entfernung oft die Kirche [in Thalgau] versäumt oder wegen Schnee und Unwetter nicht besuchen konnten, in der neuen Kirche die hl. Messe besuchen sollten, nämlich die Bewohner von Faistenau (Vaistenow), Tiefbrunnau (Tevffenprunneow) und Kühleiten (Chueleuten). Überdies verpflichtete er den Thalgauer Pfarrer (1324–1395?) Ortwein in Faistenau Messen zu lesen und zwar an jedem Sonntag, dem Ostertag, dem Stephanitag, zu Weihnachten, am Mittwoch der Pfingstwoche, am Frauentag sowie bei der Dult am Kirchweihtag bzw. Jakobitag; außerdem die Neugeborenen zu Taufen, Kranke zu versehen usw. An allen anderen Tagen müssten die Faistenauer weiterhin die Pfarrkirche Thalgau besuchen. Im Weiteren ist in der Urkunde zu lesen: Hält der Pfarrer diese Ordnung nicht ein, hat er jede Versäumnis dem Domdechant mit 60 Pfg. und die dritte mit 1/2 Pfd. zu büßen, wenn der Stifter oder einer ihrer Erben mit zwei Landleuten eidlich die Säumnis bekräftigen. Der Pfarrer gelobt auch in der Pfarrkirche zu T.[halgau] am 8. Tag nach Allerseelen einen Jahrtag für die Stifter zu begehen. Das Domkapitel darf die Stiftungsgüter nicht [zur Pfarrkirche Thalgau] abziehen.
Als ein Kooperator auf seinem Heimweg von Hintersee mit seinem Pferd in den Schneemassen beim Paulhäusl in Faistenau steckenblieb und elendiglich erfror, erhob das Domkapitel die Filialkirche 1622 zu einem Vikariat. Der erste Faistenauer Vikar (1622–1637), Johann Christ Stängelmayr, konnte fortan in einem neu errichteten Vikariatshaus wohnen und musste nicht zurück nach Thalgau reiten. 1873 wurde das Vikariat Faistenau zur Pfarrei erhoben, erster Pfarrer war der aus Salzburg stammende Peter Schwarz (1824–1883).

## Baugeschichte der Kirche

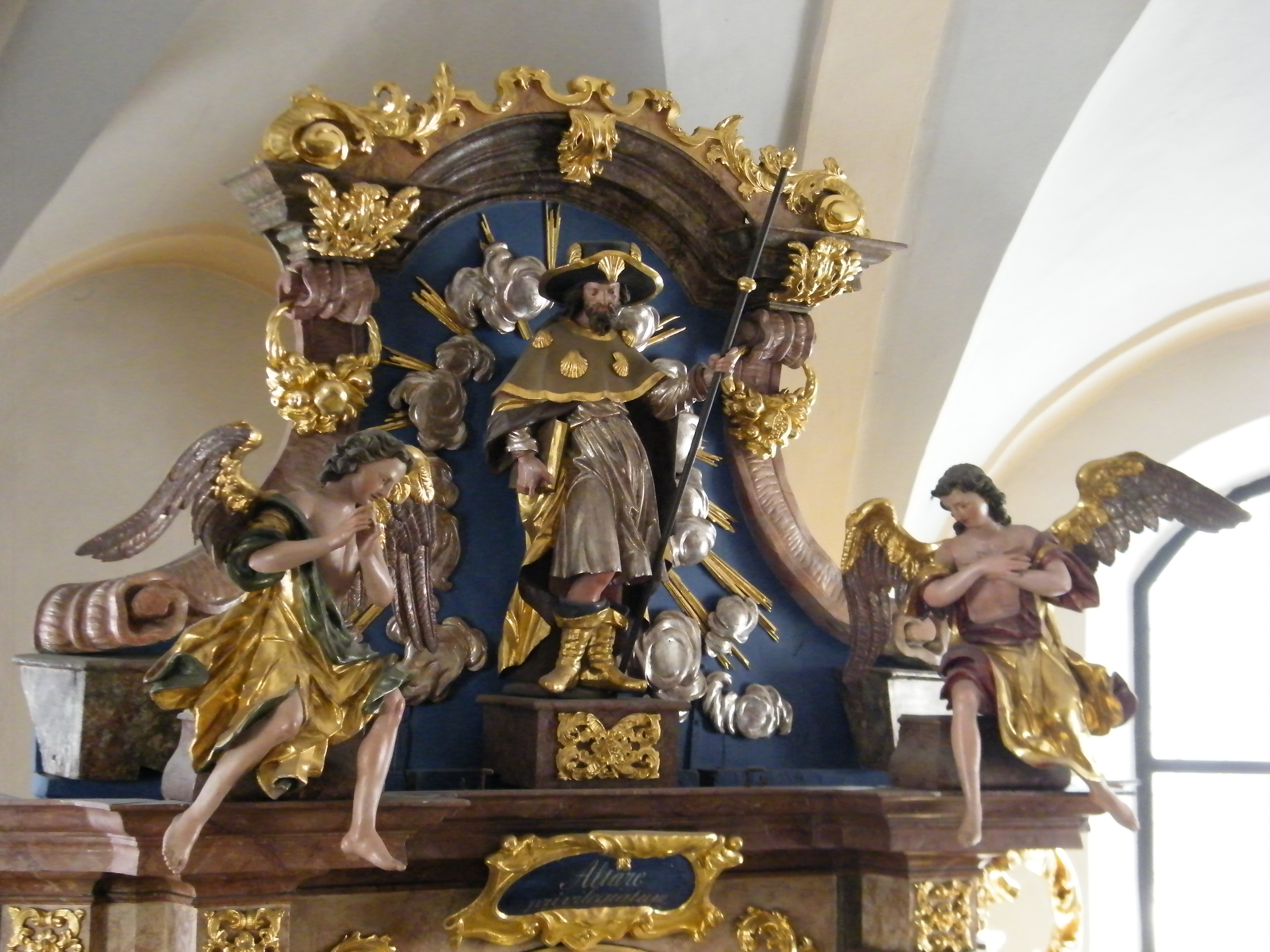
Hl. Jakobus in Pilgertracht

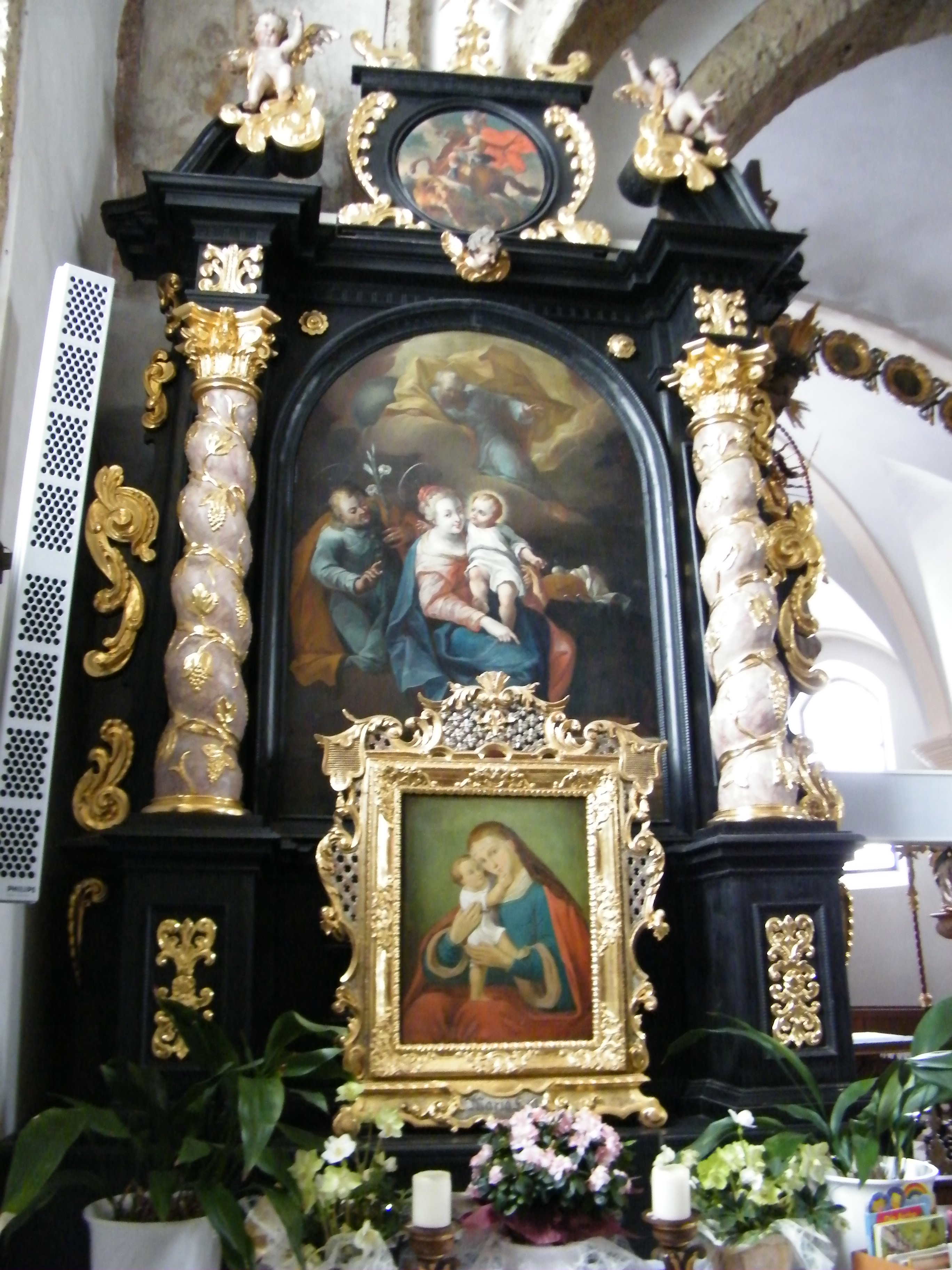
Altarblatt Hl. Familie, Auszugstondo hl. Georg, Vorsatzbild Mariahilf.

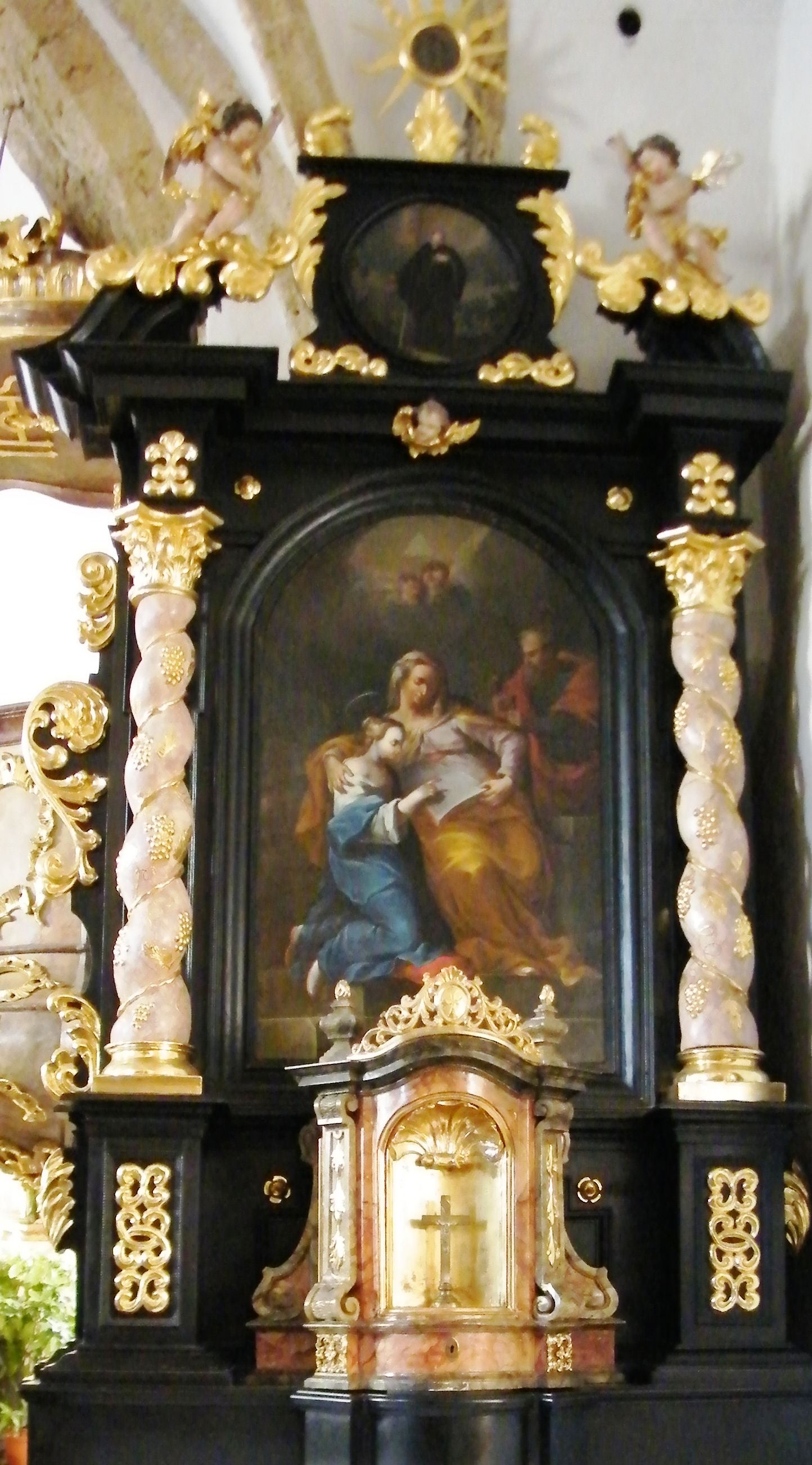
Altarblatt Anna lehrt Maria das Lesen, Auszugstondo hl. Leonhard

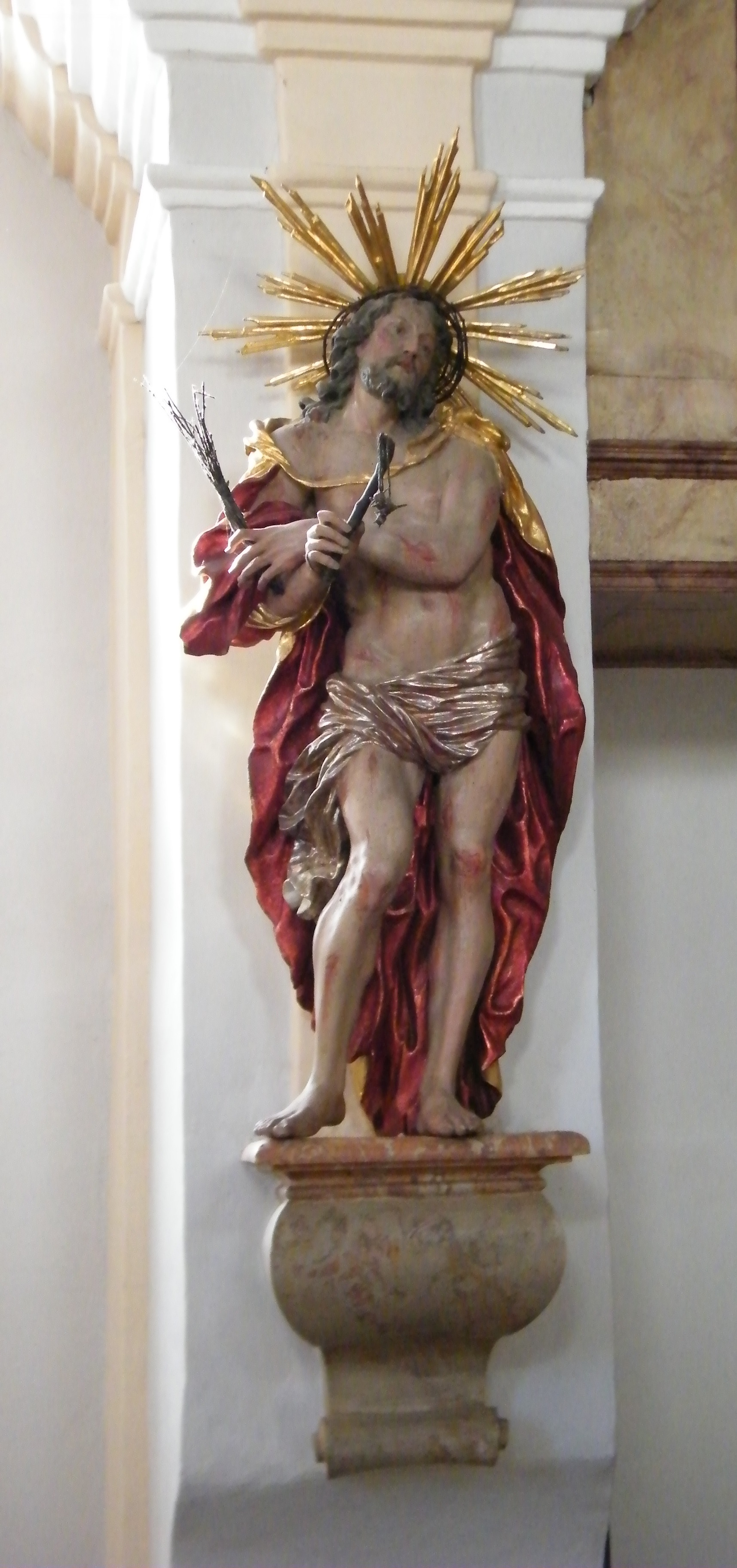
Ecce homo, Meinrad Guggenbichler

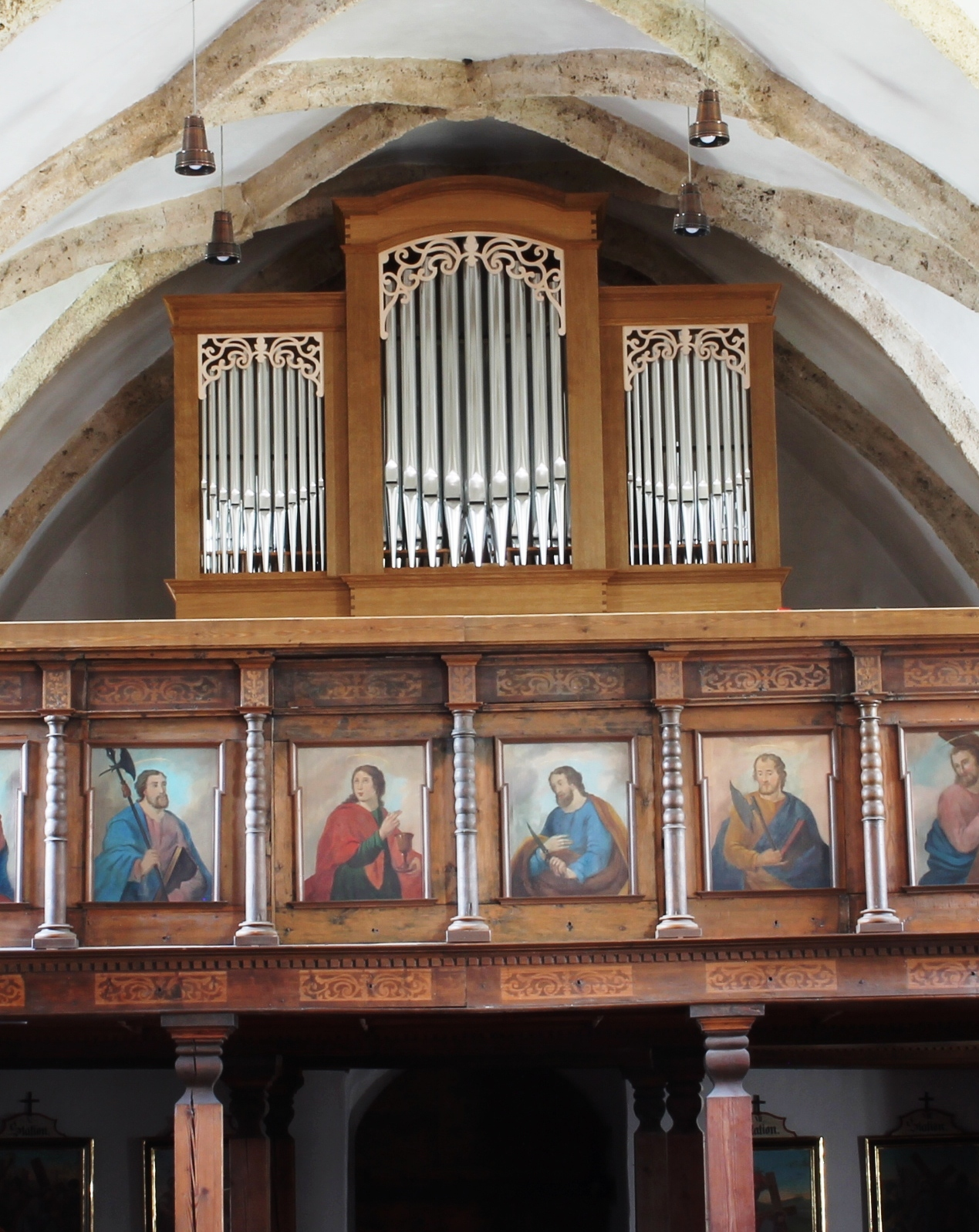
Linder-Orgel 2018

Beim Bau der ersten Kirche ab 1324 dürfte die sogenannte 1000-jährige Linde schon gepflanzt gewesen sein, sie bildet heute den Mittelpunkt des Dorfplatzes. Wie diese Kirche aussah ist nicht überliefert und könnte nur durch eine Grabung eruiert werden. Die westlichen Bereiche des geosteten Baues wurden vermutlich Ende des 15. Jahrhunderts errichtet, worauf auch der Dachstuhl hindeutet, denn das Holz desselben wurde um 1484 geschlägert. Am 25. Juli 1517 weihte der Bischof von Chiemsee, Berthold Pürstinger, den um die Kirche liegenden Friedhof ein, tags darauf konsekrierte er zwei Altäre: den nördlichen, evangelienseitigen zu Ehren der drei hll. Frauen Maria, Maria Magdalena und Anna, und den südlichen, epistelseitigen zu Ehren der drei hll. Männer Georg, Markus und Florian.
Im Jahr 1625 erweiterte man den Kirchenbau nach Süden mit einer Nothelfer-Kapelle, in der auch der hl. Rochus vertreten war, wohl als Bitte um Verschonung vor der Pest, die schon in mehreren umliegenden Gemeinden grassierte. Jedoch breitete sie sich dann im Jahre 1628 auch in Faistenau aus und forderte unzählige Opfer.
Vermutlich in Hinblick auf einen größeren und höheren Kirchenneubau, ähnlich wie bei der Pfarrkirche zu Thalgau, erhöhte man 1707 den gotischen Kirchturm. Er erhielt ein achteckiges Glockengeschoß, das nach oben in einen dreifach gegliederten Zwiebelhelm übergeht. Bekrönt wird der Turmhelm mit einem Lothringerkreuz, das auf einer vergoldeten Turmkugel steht. Die Helm-Zwiebeln waren mit rot gestrichenen Holzschindeln gedeckt, 1956 erhielt der Turm eine Kupferblecheindeckung, die 1976 komplett erneuert werden musste. In der funktionslos gewordenen Glockenstube, mit dreibogigen Schallfenstern und doppelten romanischen Säulen, wurde die von Jeremias Sauter 1688 angefertigte Turmuhr untergebracht.
Nach der Erhöhung des Kirchturms wollte man die „Neue Kirche“ realisieren, da auch schon 6000 fl. dafür angespart worden waren. Es kam aber nicht dazu. Stattdessen schlugen der Pfleger und der Pfarrer von Thalgau u. a. vor, ein neues (Gewölbe) oben an dem Chore aufzubrechen, möglicherweise der Zeitpunkt, an dem die Kirche nach Osten hin mit einem vergrößerten Chor 1720 verlängert wurde. Im Weiteren wurden die im Scheitelpunkt der Stichkappen liegenden Fenster zugemauert und darunter große Fenster ausgebrochen. Die Kirche war bis dahin fast vollständig mit Fresken versehen, die durch die hoch liegenden Fenster belichtet wurden. Bei der Renovierung der Kirche in den Jahren 1948/49 konnten übermalte Fresken, mit dargestellter Datierung 1517, entdeckt und teilweise freigelegt werden, die 1980 an den Seitenwänden aufgefundenen Fresken in Form von Ornament-Bändern wurden nicht gerettet. Seit 1949 sichtbar sind die Wandmalereien in den Laibungen der nordseitigen Einsatznischen und zwar in der westlichen die „hll. Rupert und Virgil“, „Mariæ Verkündigung“ durch den Erzengel „Gabriel“, in der östlichen Szenen aus der Passion Christi: „Christus vor Kaiphas“ und „Pilatus wäscht seine Hände in Unschuld“, dann „Jesus wäscht seinen Jüngern die Füße“ und die „Gefangennahme Jesu Christi“.

## Ausstattung

### Hochaltar
Der Hochaltar wurde von einem unbekannten Tischler angefertigt und 1716 von dem Maler Josef Andrä Eisl geliefert. Der Aufbau mit je einem seitlichen Säule/Pilaster-Paar erinnert an den Hochaltar der Franziskanerkirche in Salzburg. Das Altarblatt stellt die Rosenkranzspende an die am 7. Oktober 1714 gegründete Rosenkranzbruderschaft dar, die von Vikar (1714–1722) Johann Michael Freundt ins Leben gerufen wurde und der vermutlich im Bild rechts als Geistlicher dargestellt ist. Flankiert wird der Altar von den Statuen der hll. Johann B. und Johann Ev., über dem Gebälk thront der Kirchen-Patron Jakob mit den Attributen Pilgerstab, Pilgerhut, Pilgerschuhen, Pilgerbuch und Pilgermantel mit Jakobsmuscheln als Besatz. 1721 lieferte der Bildhauer Paul Mödlhammer aus Neumarkt noch zwei Dachungsengel für den Altar sowie Laub und Feston-Gehänge, womit 15 Rundbilder, mit Rahmen in Blütenform (=Ringgirlanden) und verbunden mit geschnitzten Schleifen gemeint sein könnten, die jetzt oben im Bogen des Chores angebracht sind und vor 1980 um den Hochaltar angeordnet waren. Dargestellt sind die 15 Geheimnisse der drei Rosenkränze mit ihren jeweils fünf Gesätzen. Eine Sarkophag-Mensa und ein Drehtabernakel vervollständigen den Altar.

### Seitenaltäre
Die Entwürfe für die beiden Seitenaltäre machte der Maler Mathias Wichlhamber aus Neumarkt 1684 und sind im AES erhalten. Die Altäre sind schwarz gefasst und mit Vergoldungen versehen. Das Gebälk ruht auf jeweils zwei Salomonischen Säulen, auf denen vergoldete Weintrauben-Reliefs, einem Symbol der zwei eucharistischen Gestalten Brot und Wein, angebracht sind. Den linken Seitenaltar fertigte der Thalgauer Tischler Wolf Reitlechner 1687, den rechten der Tischler Wolf Hauser 1689/90. Das Altarblatt auf der Evangelienseite (= Frauenseite) zeigt die Heilige Familie, der Tondo darüber den hl. Georg, beide gemalt von Mathias Wichlhamer. Auf der Epistelseite (= Männerseite) sieht man Maria, der ihre Mutter Anna das Lesen beibringt (gemalt nach einer Komposition von Rubens), darüber ist der hl. Leonhard zu erkennen; beide Gemälde stammen von Christof Scheen.

### Übrige Einrichtung
Unweit der Rosenkranzbilder hängt eine Mondsichelmadonna mit Strahlenkranz von der Decke, die von einer Gebetskette gerahmt wird, sie könnte von Simon Fries stammen. Bemerkenswert sind die Statuen der sogenannten Unbefleckten Empfängnis als eine Schlange zertretenden Maria und des Auferstandenen Jesu mit Kelch und Kreuz. Zwei weitere dann Jesus (vor Pilatus) als Ecce homo und Maria (unter dem Kreuz) als Mater Dolorosa, diese wurden 1702 von Meinrad Guggenbichler geschaffen. Die Kanzel aus dem Jahre 1768 ist vermutlich eine Neumarkter Werkstattarbeit und kostete 100 Gulden, möglicherweise wurde sie von Andreas Altmann, dem Nachfolger Sebastian Eberls, angefertigt.

### Orgel

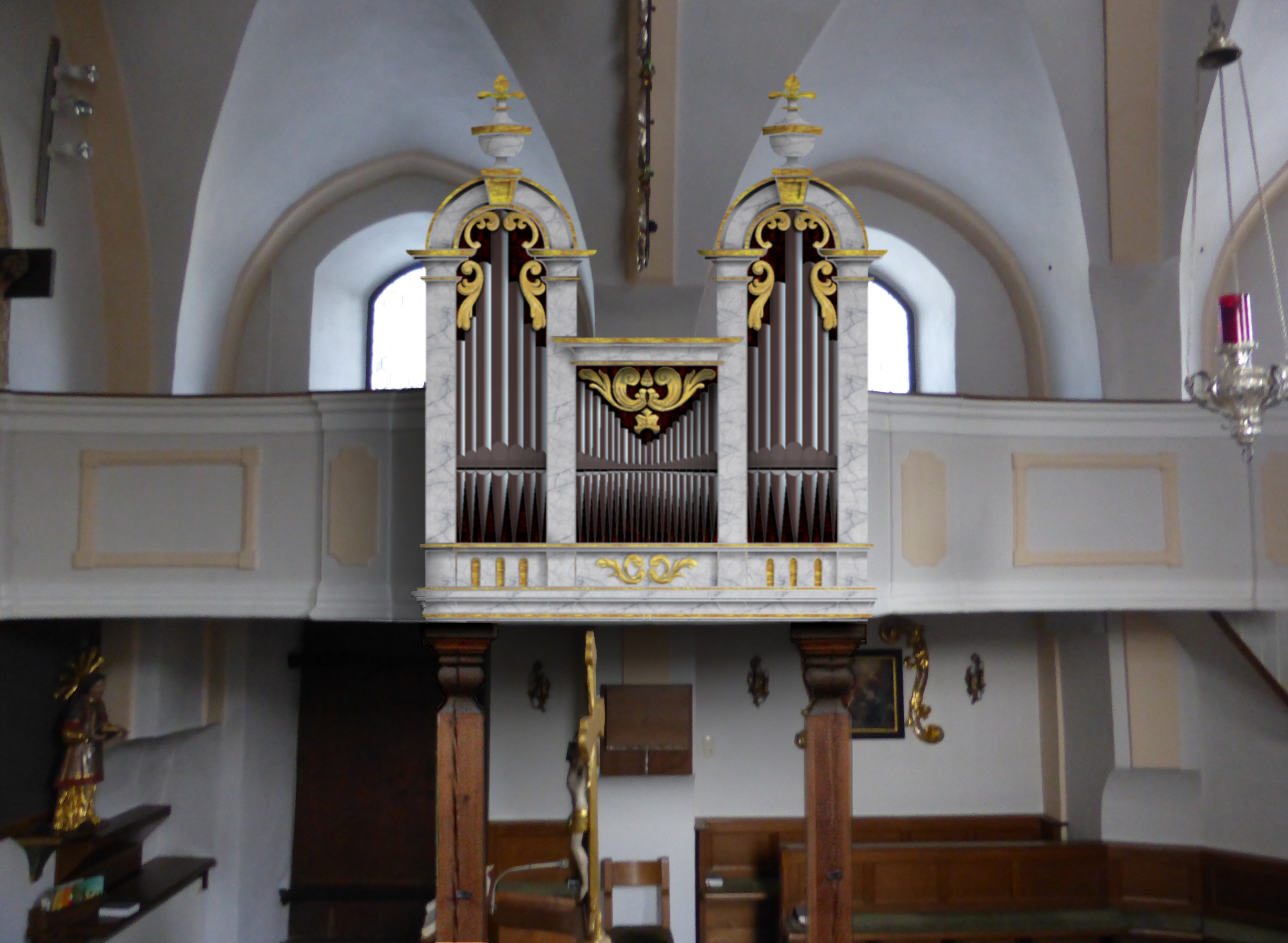
Rekonstruktionsstudie: Karl Mauracher-Orgel 1825 im Chor

Die Kirche in der Faistenau hatte ca. 500 Jahre kein Orgelinstrument. Die erste Orgel ließ Johann Waibl anschaffen, der von 1823 bis 1826 Vikar in Faistenau war. Sie wurde im Jahre 1825 von dem Tiroler Orgelbauer Karl Mauracher (* 1789; † 1844) geliefert. Für die Brüstungs-Orgel und die Volksschulkinder wurde vorne links, beim Altar, eine Empore aufgestellt. Das Gehäuse mit den aus Lindenholz geschnitzten Verzierungen lieferte der bürgerliche Tischlermeister Johann Hacksteiner aus Laufen, es war ca. 279 cm hoch, 140 cm breit und 62 cm tief. Die Wahl Hacksteiners war naheliegend, denn Karl Mauracher schuf gleichzeitig die neue Orgel der St. Nikola Kirche in Oberndorf (bis 1816 bei Laufen), an der dann bis 1829 Franz Xaver Gruber spielte. Der erste Organist in Faistenau hieß Franz Strobl. Er war zugleich Volksschullehrer und Mesner und vermutlich beauftragt, den Volksgesang, den Erzbischof Augustin Johann Joseph förderte und forderte, einzuführen. Dieses Instrument wurde 1863 von Matthäus Mauracher abgebaut und um 70 Gulden übernommen. Die Empore und die Säulen, auf der die Orgel gestanden hatte, blieben aber. Nur die Lücke in der Brüstung wurde geschlossen.
Dafür errichtete Matthäus Mauracher (* 1818; † 1884) eine neue Orgel, die er auf der westlichen Empore aufstellte, wofür Franz Mitterecker, seit 1857 Vikar von Faistenau, Kirchenstühle von der hinteren zur vorderen Empore versetzt ließ. Die Orgel hatte folgende Disposition: „Principal 8′ (die tiefste Oktav aus Holz), Coppel 8′, Octav 4′ (die zehn tiefsten Tön von Holz), Flötte 4′ (die tiefste Oktav aus der „Oktav 4 Fuß“ entnommen.), Mixtur 2′ (dreifach), Octav-Baß 8′ (12 Tön).“ Im Weiteren ist zu lesen: „Den Spielumfang im Manual mit 4 vollen Oktaven. Zugleich sorgt Herr Orgelbauer für einfache Ornamentik u. Faßung des Orgelkasten[s].“
Nach dem Zweiten Weltkrieg, als überall Rohstoffmangel herrschte, wurde die Mauracher-Orgel abgetragen und durch ein Instrument von Max Dreher (* 1886; † 1967) ersetzt, federführend für diesen Vorgang war der Salzburger Domkapellmeister Joseph Messner. Von Anfang an war dieses Instrument störanfällig und wurde ob seines optischen, technischen und klanglichen Erscheinungsbildes kritisiert.

### Linder-Orgel
Im Mai 2015 vergab das Orgelkomitee der Pfarre Faistenau den Auftrag für eine neue Orgel mit 18 Registern an Orgelbau Linder, der, in Absprache mit Heribert Metzger, 82 Mauracher-Pfeifen übernahm, die sich in der Dreher-Orgel erhalten hatten. Die Orgelweihe durch Weihbischof Hansjörg Hofer, mit Roman Schmeißner an der Orgel, fand am 25. Juli zu Jakobi 2018 statt. Das Instrument war mit dem Orgelpräludium in C-Dur von Johann Sebastian Bach (BWV 545) das erste Mal zu hören.

### Disposition 2018

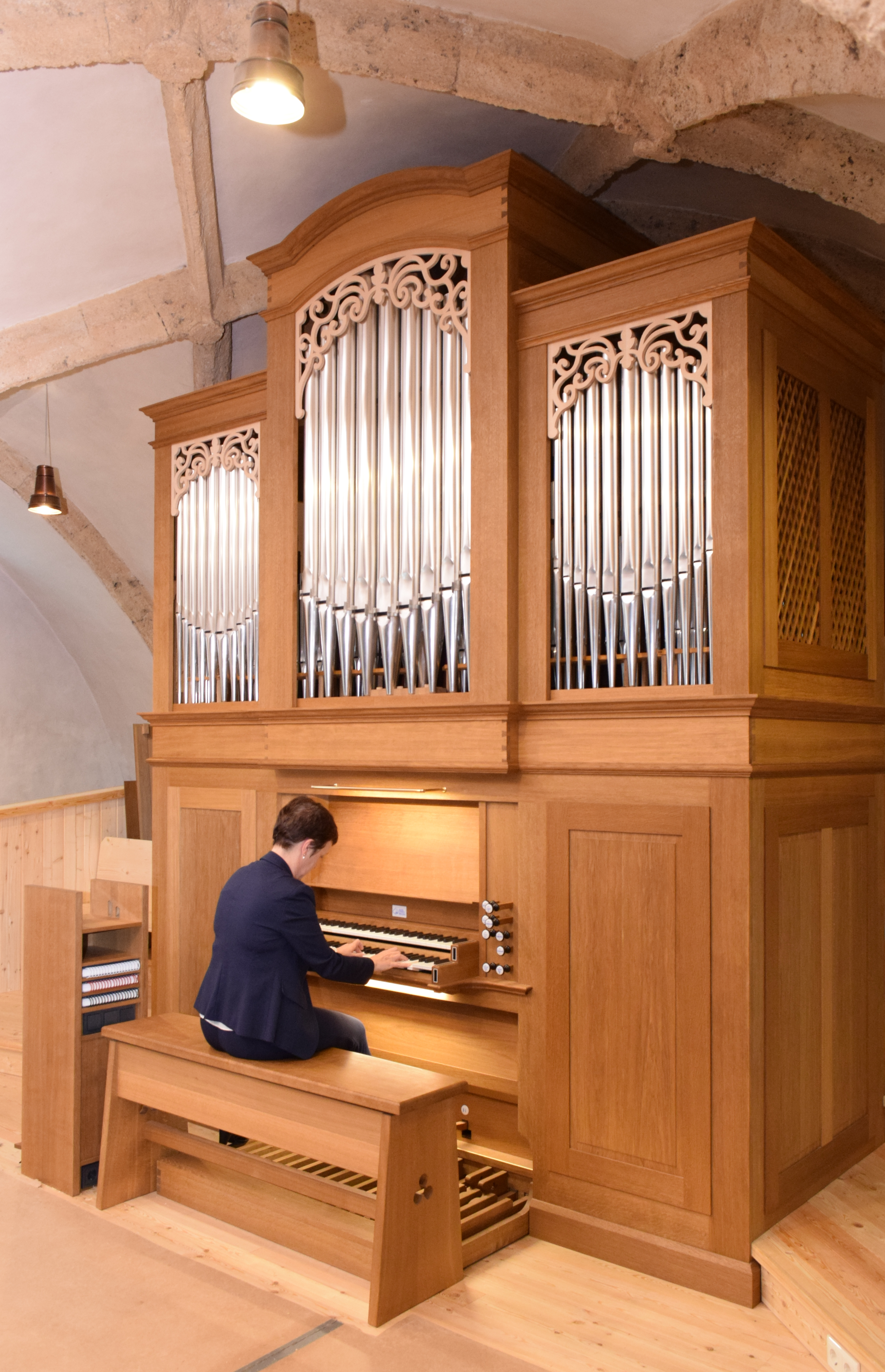
Michaela Aigner an der Linder-Orgel

| I Manual C–g3 |       |
| Principal     | 8′    |
| Tibia         | 8′    |
| Gamba         | 8′    |
| Octave        | 4′    |
| Traversflöte  | 4′    |
| Superoctav    | 2′    |
| Quint         | 1 ⁄3′ |
| Mixtur III–IV | 1 ⁄3′ |

| II. Manual C–g3 |        |
| Copel           | 8′     |
| Salicional      | 8′     |
| Flöte           | 4′     |
| Gemshorn        | 4′     |
| Nasard          | 2 ⁄3′  |
| Doublette       | 2′     |
| Terz            | 1 3⁄5′ |
| Tremulant       |        |

| Pedal C–f1 |     |
| Subbaß     | 16′ |
| Oktavbaß   | 8′  |
| Choralbaß  | 4′  |
| Fagottbaß  | 8′  |

- Koppeln: I-Pedal, II-Pedal, II-I.

Anmerkungen
1. ↑  C–a0 vermutlich von Matthäus Mauracher d.Ä aus dem Jahre 1863
2. ↑  C–h0 vermutlich von Karl Mauracher aus dem Jahre 1825 (überblasend)
3. ↑  Vorbabzug aus der Mixtur
4. ↑  C–H vermutlich von Matthäus Mauracher d.Ä aus dem Jahre 1863
5. ↑  C–h0 vermutlich von Matthäus Mauracher d.Ä aus dem Jahre 1863

### Glocken
Bis 1916/17 hingen im Faistenauer Kirchturm 5 Glocken. Laut Glockenausweis aus dem Jahre 1916 waren das: eine Immerdorffer-Glocke mit 124 cm Durchmesser aus dem Jahre 1774, zwei Oberascher-Glocken aus dem Jahre 1877 mit 100 cm und 84 cm Durchmesser, eine mit 78 cm Durchmesser aus dem Jahre 1486 und eine mit 46 cm Durchmesser aus dem Jahre 1580. Am 13. Juni 1916 war beim Landeskonservatorenamt für das Herzogtum Salzburg eine Abordnung aus Faistenau erschienen, um die Abnahme der gotischen Glocke aus dem Jahre 1486 zu verhindern, was offenbar gelang. Die Oberrascher-Glocke von 1877 mit dem Durchmesser von 84 cm war laut Glockenausweis auch vor der Abnahme ausgenommen. In einem Brief vom 3. Oktober 1917 setzte sich das Fürsterzbischöfliche Konsistorium vehement für die Erhaltung der Immendorfer-Glocke aus dem Jahr 1774 ein, die schon auf dem Holzplatze Kirchbichler gelagert war, […] weil sonst aus dem 18 ten Jahrhundert überhaupt keine Glocke im Lande bliebe. Wie viele der Glocken letztlich 1917 auf einem sog. Glockenfriedhof landeten ist zurzeit nicht feststellbar, nach 1945 war jedenfalls nur mehr die gotische Glocke aus dem Jahr 1486 erhalten geblieben. Im Schreiben Nr. 5492 wird die Immendorfer Glocke folgendermaßen beschrieben: Die Glocke trägt die Inschrift: Gaspar Immendorfer goss mich in Salzburg MDCCLXXIV und die Bildwerke: Kreuzigung, Maria im Strahlenkranze, St. Rochus und zwei Landsknechte. Am Schlagrand ist ein einfacher Barock Ornament aber am oberen Rand ein Ornament das in Rococo-Zierat abwechselnd die Köpfe Christi und Maria aufweist. Ein zweiter Streifen zeigt ein Ornament das dem Treppengeländer im Mirabellschlosse nachgebildet und daher besonders interessant ist. In der ÖKT aus dem Jahre 1913 ist dieselbe etwas anders beschrieben, nämlich, dass die große Glocke mit den Darstellungen des Apostels Jakobus, der hll. Johannes und Paulus, die der Kreuzigung Christi und der hl. Maria versehen war und die Inschrift: Caspar Immerdorffer goss mich in Salzburg anno 1774 trug. Die erhaltene Glocke aus dem Jahre 1486 trägt die (Minuskel)-Inschrift: o rex gloria sum usui in pace MCCCCLXXXVI.

### Geläut
Die Pfarrkirche besitzt seit 1949 ein vierstimmiges Geläut mit der Tonfolge es1-ges1-b1-c2. Von den vier Glocken stammen drei von der Glockengießerei Oberascher. Die aktuell kleinste Glocke wurde 1486 von einem unbekannten Glockengießer, vermutlich auf dem Dorfplatz der Faistenau, gegossen. Die Jakobsglocke (1) bildet die Grundglocke für das volle Geläut zum Hochamt. Die Heimkehrerglocke (2) wird zu den übrigen Messen sowie zu den Wochentagsmessen geläutet, sowie zum wochentäglichen Angelusläuten um 6, 12 und 20 Uhr. Zum Scheidungsläuten am Freitagnachmittag um 15 Uhr erklingt die Jakobsglocke (1). Nach dem abendlichen Angelus ist schließlich die Sterbeglocke (4) zum Arme-Seelen-Geläut zu hören.
| Nr. | Name                 | Gussjahr | Gießer               | Gewicht [kg] | Schlagton (HT-1/16) |
| --- | -------------------- | -------- | -------------------- | ------------ | ------------------- |
| 1.  | Jakobsglocke         | 1949     | Oberascher, Salzburg | 1250 kg      | es1                 |
| 2.  | Kameradschaftsglocke | 1949     | Oberascher, Salzburg | 730 kg       | ges1                |
| 3.  | Marienglocke         | 1949     | Oberascher, Salzburg | 365 kg       | b1                  |
| 4.  | Sterbeglocke         | 1486     | unbekannt, Faistenau | 300 kg       | c2                  |

## Umbauten und Erweiterungspläne der Kirche
Da die Kirche durch die Zunahme der Kirchenbesucher zu klein wurde, entstanden Pläne, sie zu erweitern. Erste Hinweise datieren aus den Jahren nach 1700 und beziehen sich auf einen kompletten Neubau. Am 15. Juni 1727 z. B. wird bei einer Eingabe an das Konsistorium darauf hingewiesen, dass die Gemeinde 1708 schon 3600 Gulden gespendet hätte und ein weiterer Betrag von 6686 Gulden für einen Neubau der Kirche übrig wären. Im Jahr 1869 plante man abermals einen Neubau der Kirche, 1911 legte Karl Pirich, von dem das (2013 veränderte) Kriegerdenkmal, die Exedra im Friedhof und (das 2005 zerstörte) Brunnenhaus stammen, Pläne vor, die ein Seitenschiff mit neugotischen Emporen vorsahen. 1934 holte Pfarrer Bäumer die alten Erweiterungspläne der Kirche in Wörgl 1912, um die Faistenauer so ähnlich zu vergrößern, in den 1960er Jahren diskutierte man Lösungen wie bei der Erweiterung der Pfarrkirche Maxglan 1952–1956, in den 1970er und 1980er Jahren wurde die Errichtung eines neuen, größeren Chores diskutiert. Pläne dazu lieferten die Architekten Clemens Holzmeister und Hans Hofmann. Im Zuge einer solchen Maßnahme wollte man den Friedhof auf ein Feld am Fuß des Kugelberges verlegen.
Realisiert wurden allerdings nur den Gesamteindruck der Kirche störende Maßnahmen: eine 1693 errichtete westliche Volksempore, die weit in das Langhaus ragt, 1825 der Einbau einer Orgel-Empore im Chor, wobei mehrere Kapitelle der nördlichen Pilaster abgeschlagen und die Symmetrie im Presbyterium gestört wurde, und vor 1913 das Herausschlagen der sechs Dienste im gotischen Teil der Kirche.

## Bildergalerie

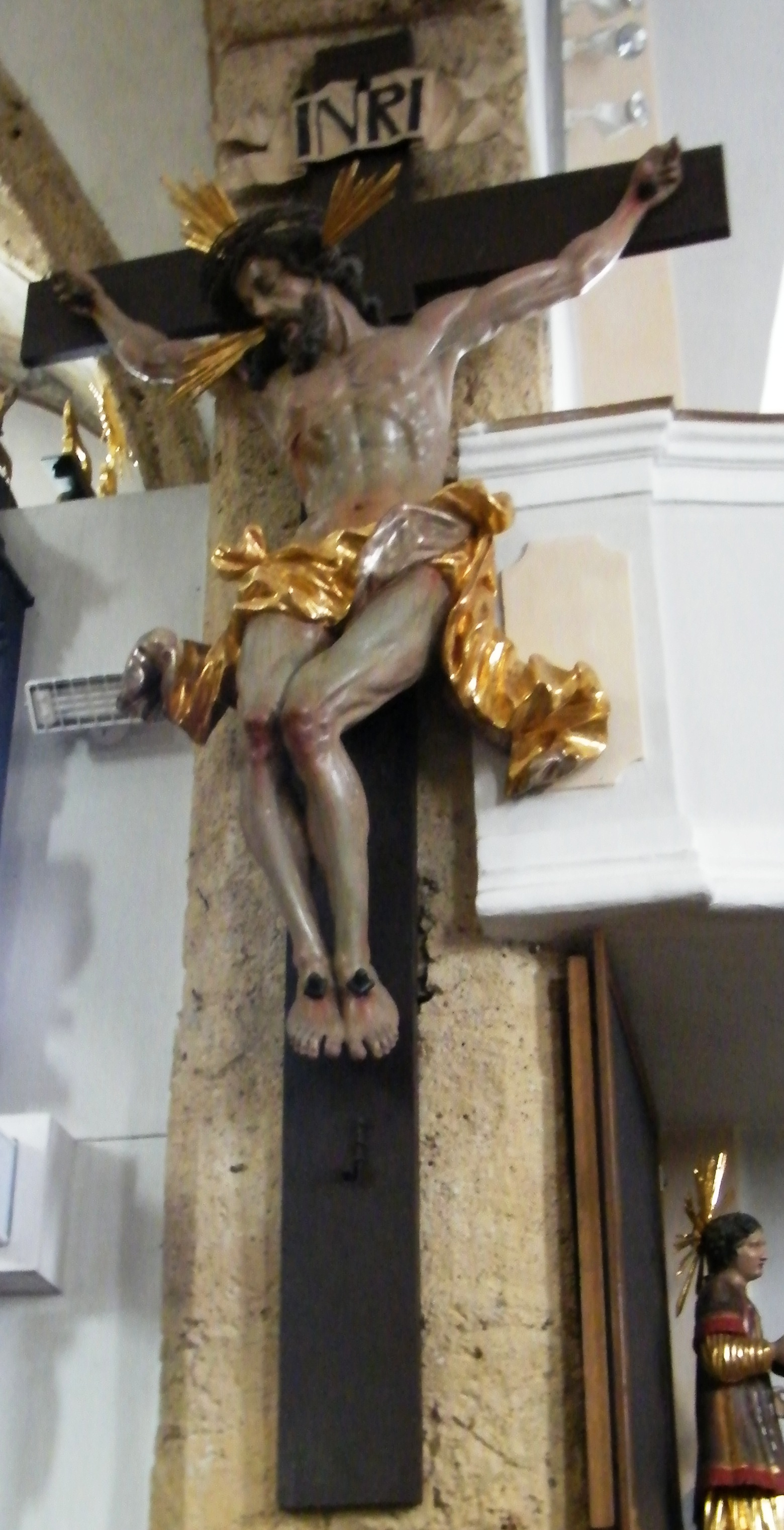
Missionskreuz, vermutlich 1702 von Meinrad Guggenbichler, bis wahrscheinlich 1863 an der Außenmauer im Osten der Kirche angebracht.
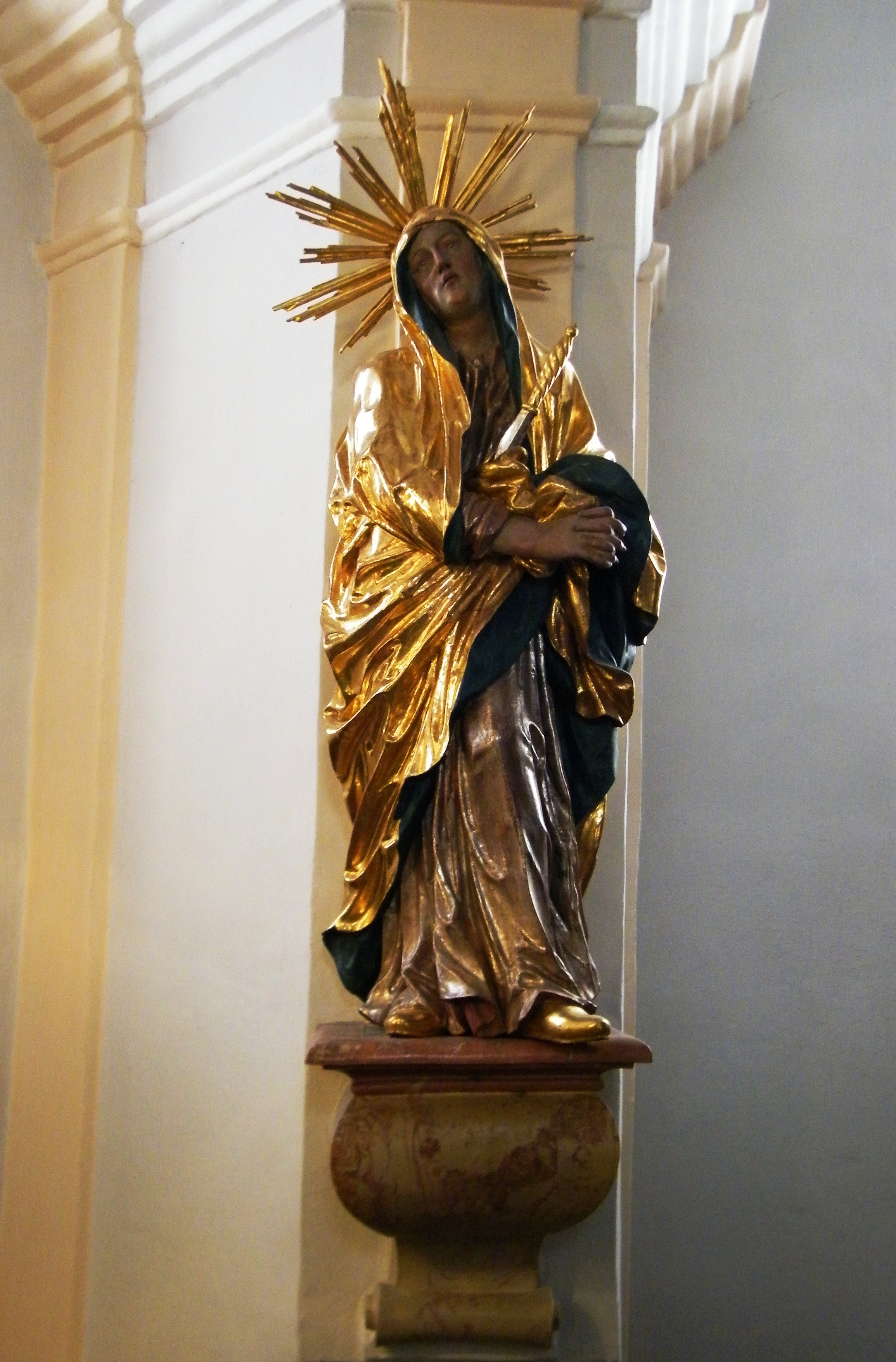
Mater Dolorosa, war bis 1863 unter dem Missionskreuz im Freien aufgestellt.
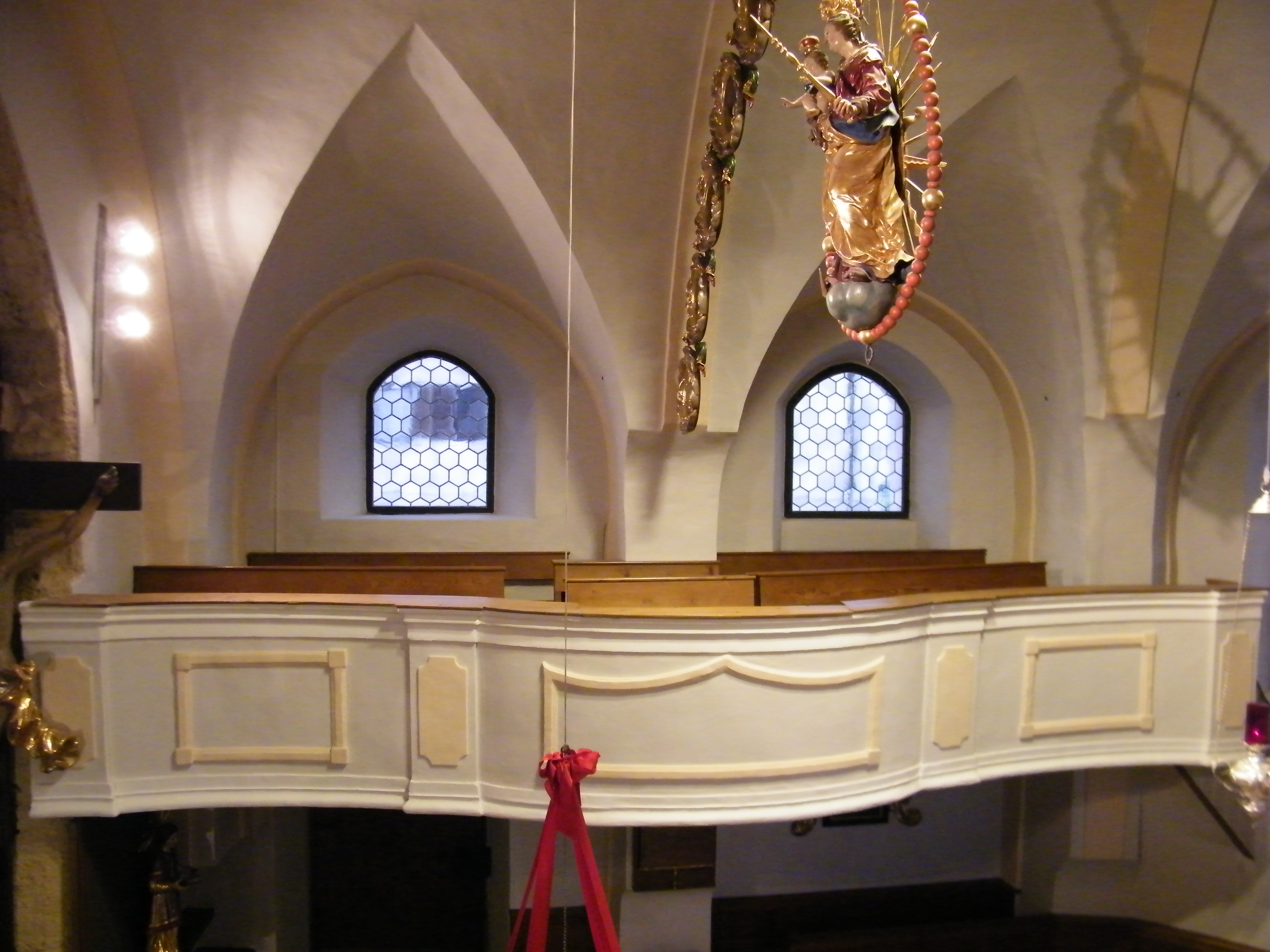
Orgelempore Karl Maurachers im Chor, 1825 errichtet.
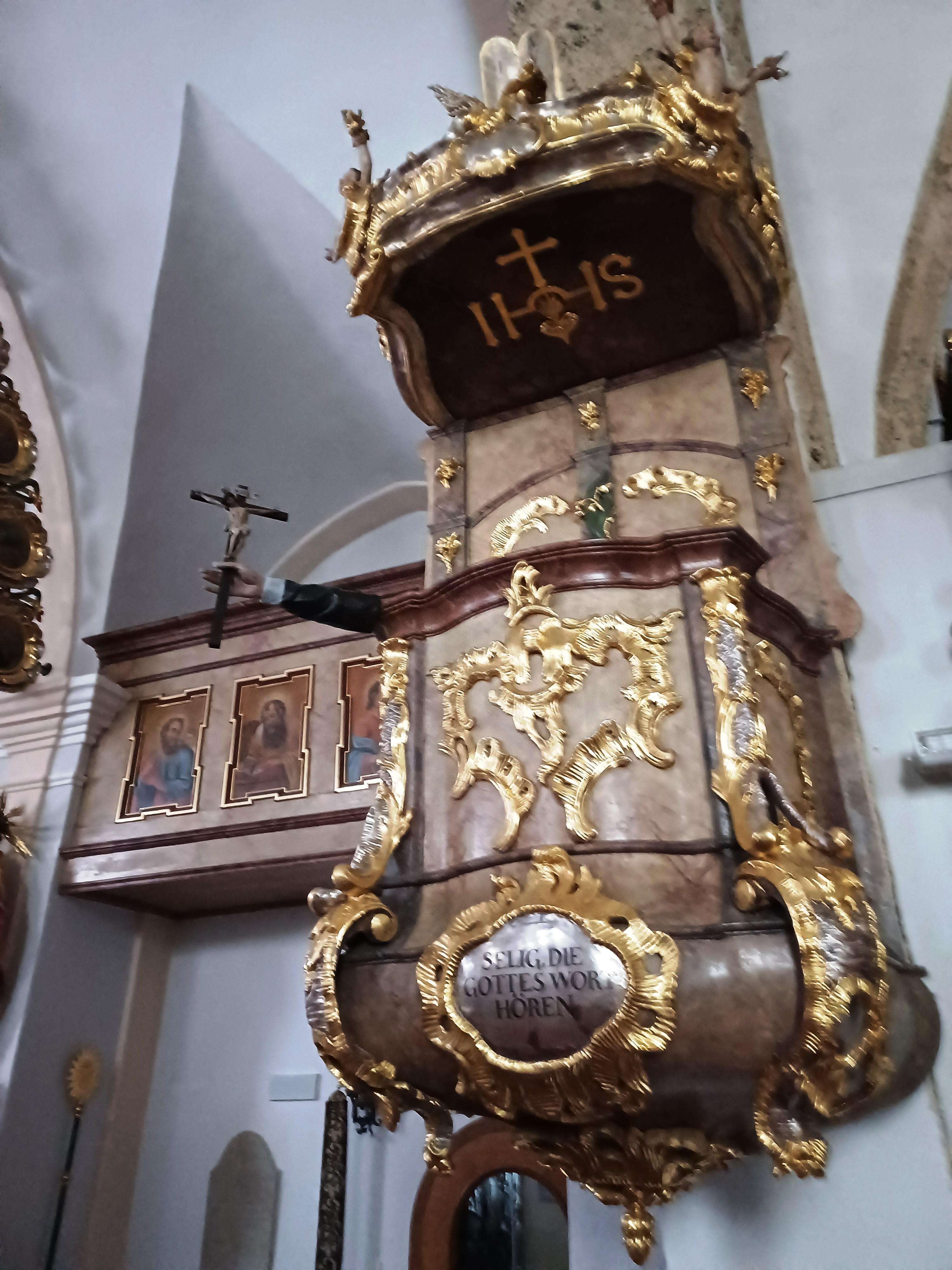
Vermutlich von Andreas Altmann angefertigte Kanzel von 1768, mit Kanzelkreuz.
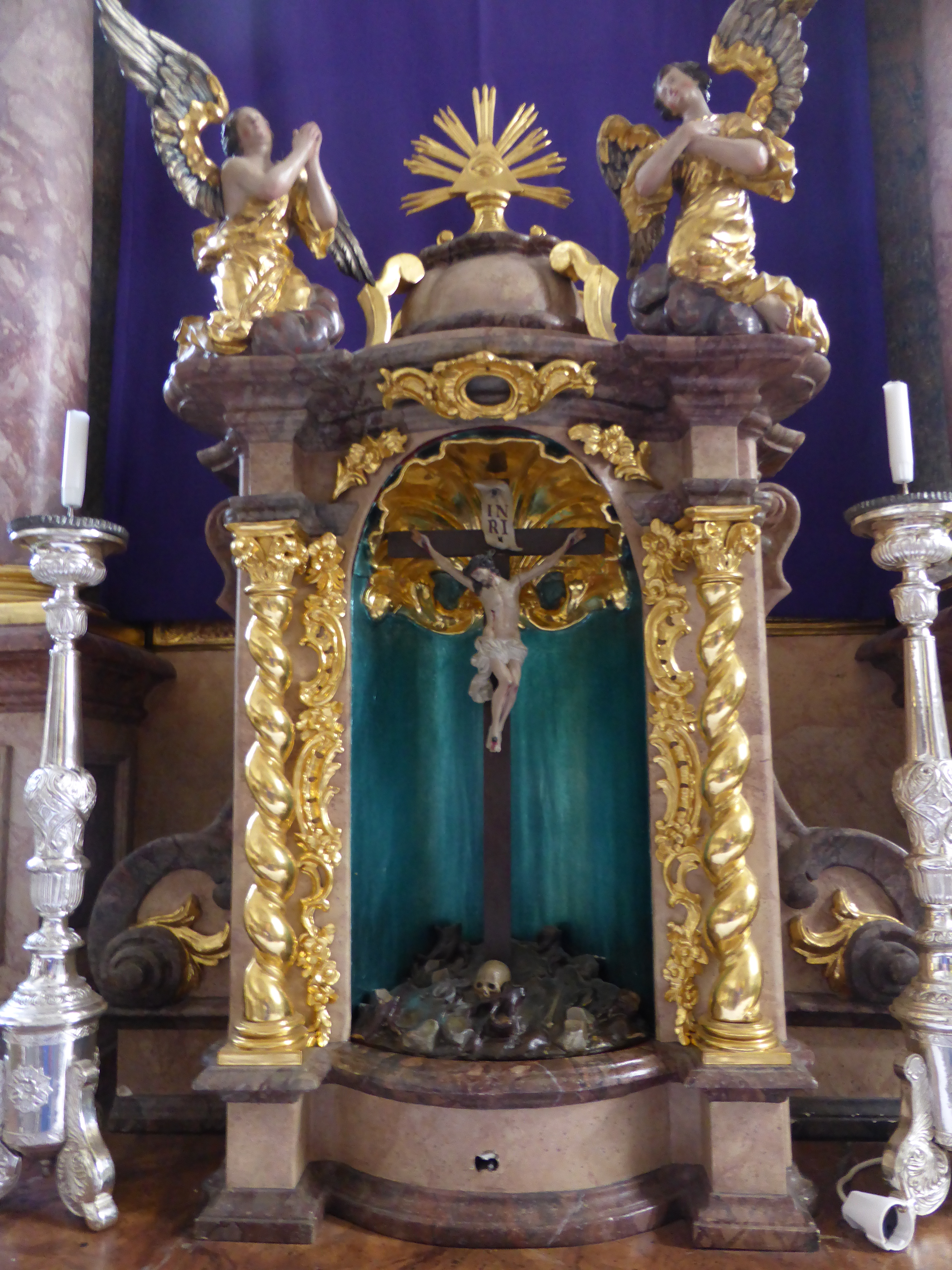
Rokoko-Tabernakel um 1760.
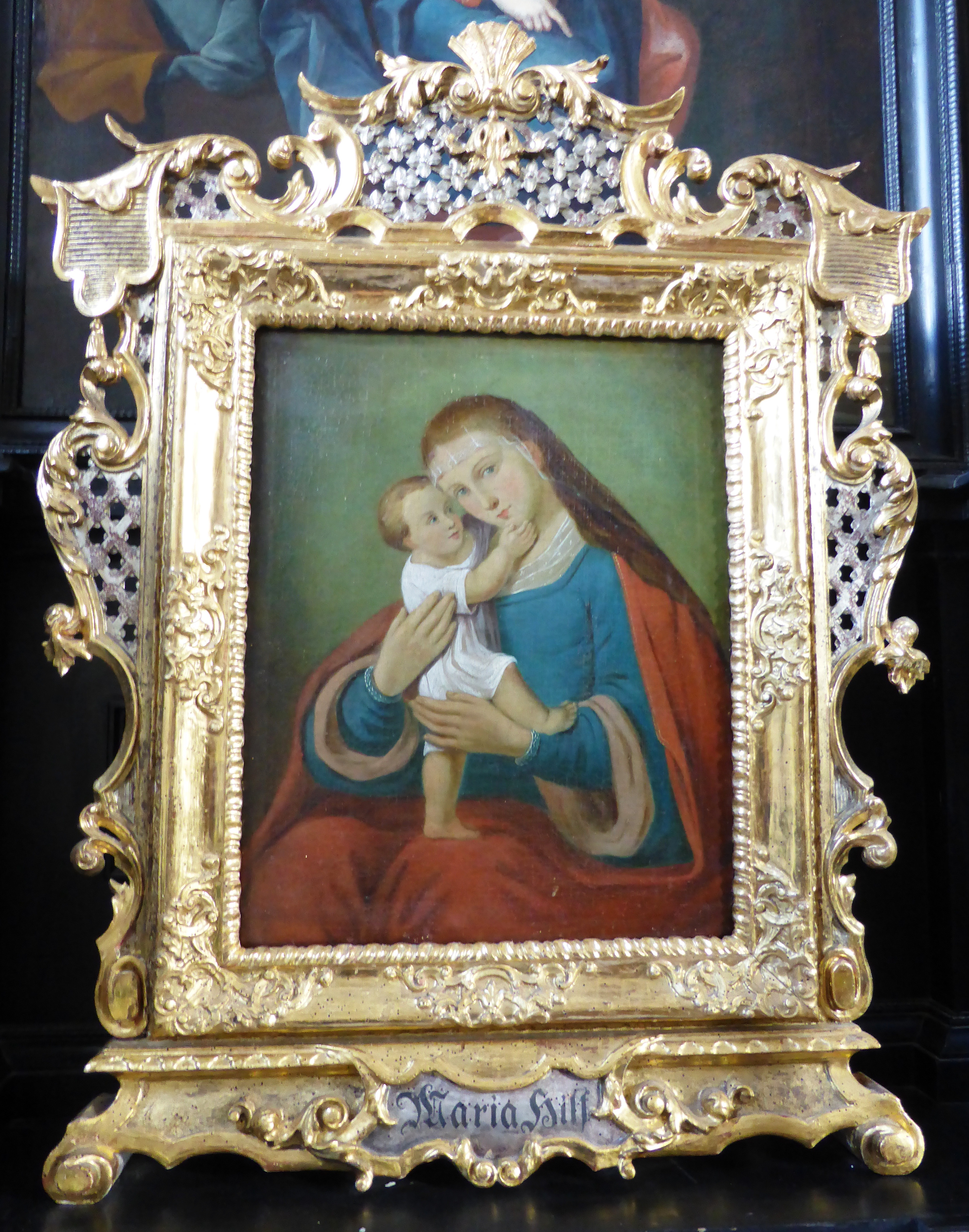
Maria Hilf-Bild am evangelienseitigen Altar.
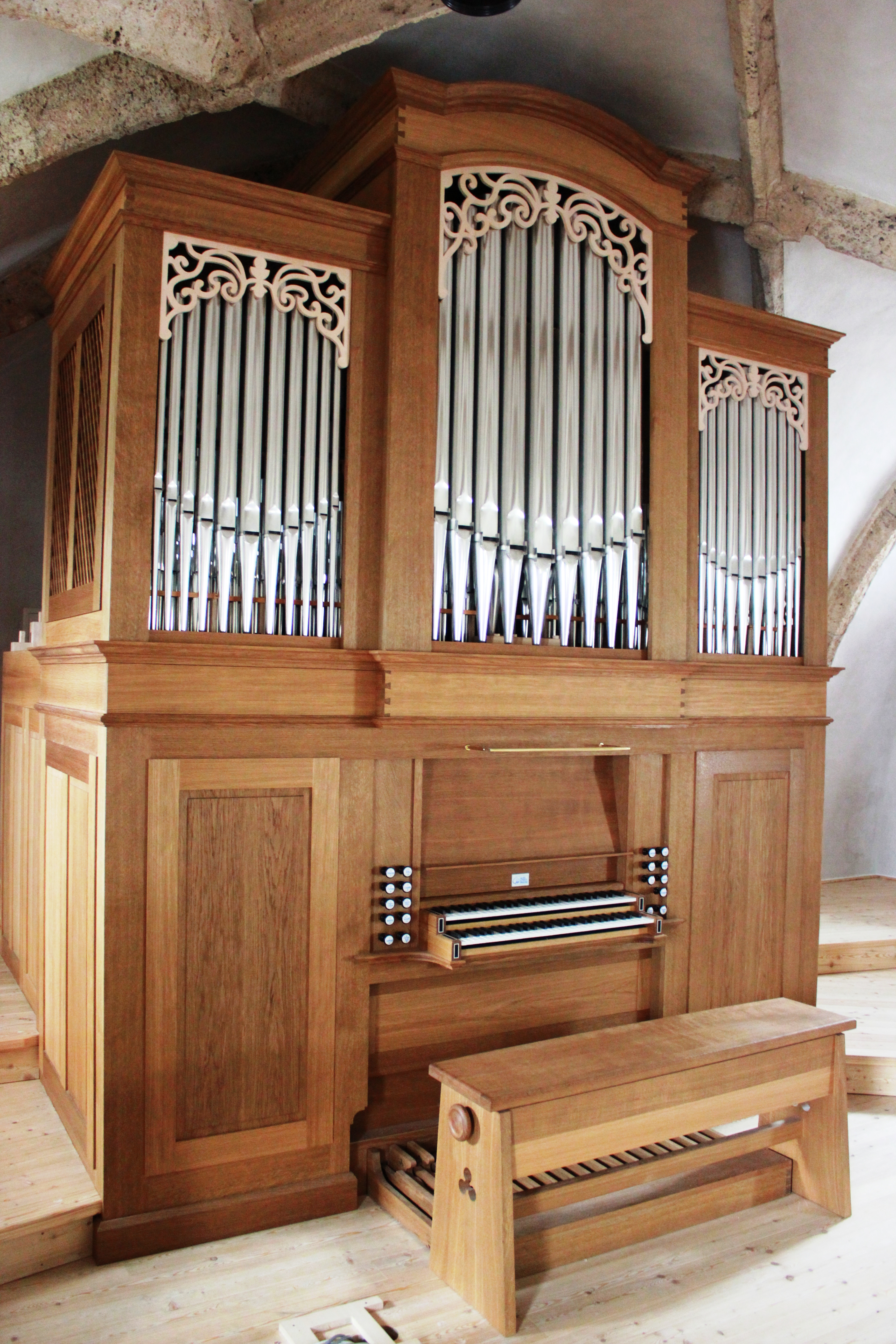
Linder-Orgel 2018